# Callyspongia samarensis
Callyspongia samarensis är en svampdjursart som först beskrevs av Wilson 1925.  Callyspongia samarensis ingår i släktet Callyspongia och familjen Callyspongiidae.
Artens utbredningsområde är Filippinerna. Inga underarter finns listade i Catalogue of Life.